# Berosált a rezesbanda
A Berosált a rezesbanda 2012-ben forgatott, 2013-ban bemutatott magyar ifjúsági film.

## Cselekmény
Kísérleti osztályt hoznak létre egy vidéki kisváros általános iskolájában. Ám a diákoknak nem tetszik az eszelős, értelmetlen szigor. Ráadásul nem engedik meg nekik, hogy a közösen alapított fúvós zenekaruk játszhasson, mert az iskolában senki nem bírja a „ricsajt”. Ezért összefognak és megszöknek. Úgy döntenek, hogy addig nem mennek vissza, amíg követeléseiket nem teljesítik.

## Szereplők
- Szinyák: Szemző Simon
- Tarhonya: Rajcsányi Bence
- Vöcsök: Szabó Sipos Tamás
- Lecsó: Haála Kada
- Dongó: Horváth Achilles
- Lakat: Balogh Richárd
- Kuki: Szmeskó Máté
- Fáncsi: Koller Virág
- Boci: Roszík Andrea
- Süti: Rónaszéki Debóra
- Riminyák, a kísérleti osztály tanára: Makranczi Zalán
- Igor, volt orosz katona: Schneider Zoltán
- Iskolaigazgató: Balogh András
- Rendőr: Hevér Gábor
- Kukutscher János, polgármester: Kocsis Pál
- Kelemen, vadász: Fesztbaum Béla
- Miska bácsi, portás: Hollósi Frigyes
- Regőczy Adorján, a helyi tévé szerkesztő-műsorvezetője: Kádas József
- Buszsofőr: Kokics Péter
- Titkárnő: Hay Anna
- Knézich Valéria, új tanárnő: Borbély Alexandra
- Boci anyja: Csonka Szilvia
- Boci apja: Lajos András
- Hírszerkesztő lány: Ozvald Enikő
- Dr. Tolyó Valentin, gyermekpszichológus: Vári-Kovács Péter
- Tarhonya anyja: Lass Bea
- Tarhonya apja: Mészáros Máté
- Szinyák apja: Tzafetaas Roland
- Csókás néni: Lázár Kati
- Kecskés bácsi: Szilágyi István
- Dongó anyja: Szabó Márta
- Baglyos öreg: Gáspár Tibor
- Petőfi hangja: Tasnádi Bence
- Polgármesterné hangja: Bartsch Kata
- Rudi, vaddisznó: Karcsi